# United States Census Bureau

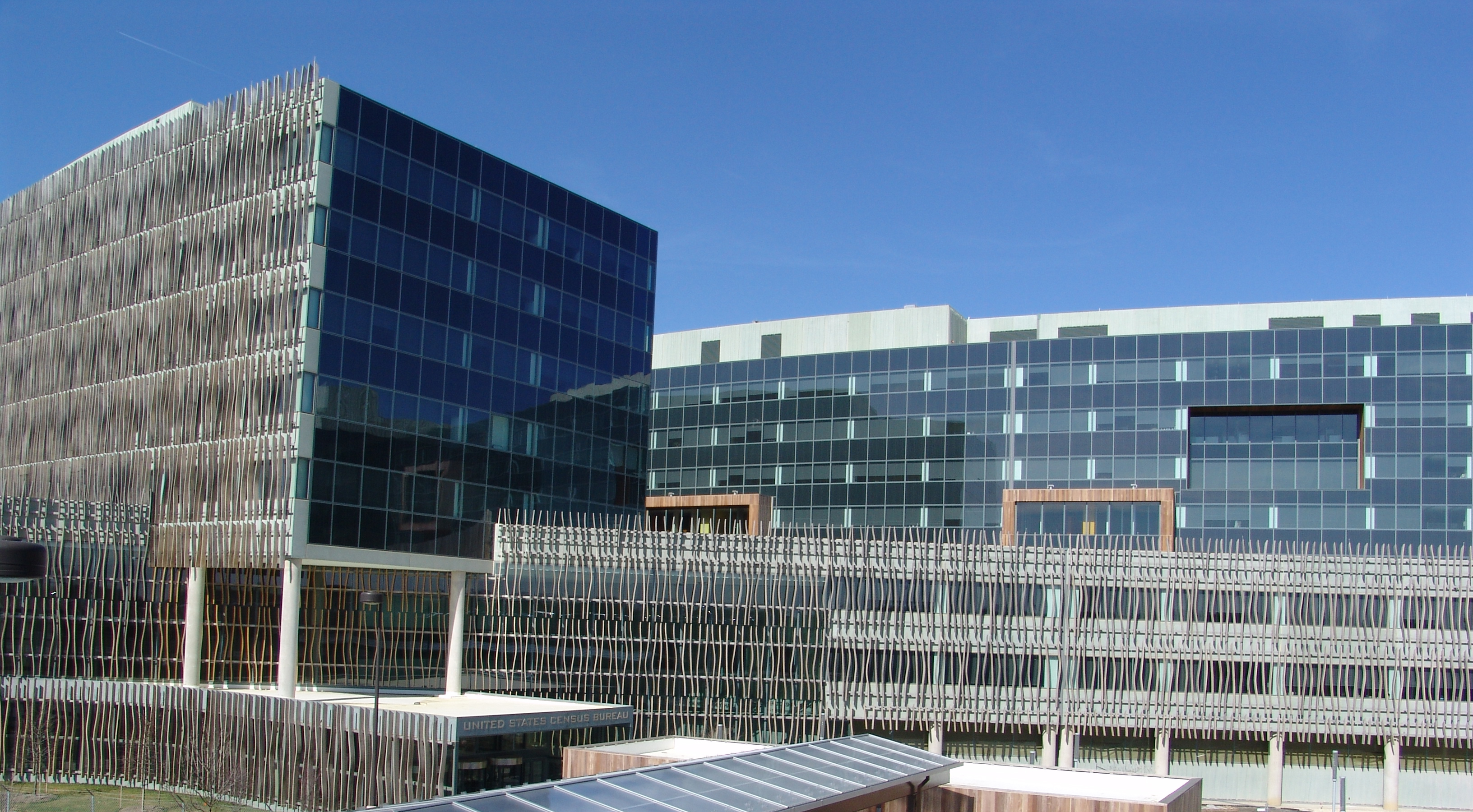
Hauptquartier des United States Census Bureau in Suitland, Maryland, 2007

Die Bundesbehörde United States Census Bureau, offiziell Bureau of the Census (kurz USCB; deutsch „Volkszählungsamt“) mit Sitz in Suitland, Maryland ist Teil des Handelsministeriums der Vereinigten Staaten. Sie wurde 1903 gegründet und hat heute etwa 12.000 Mitarbeiter.
Die Behörde agiert gemäß Title 13 des United States Code (USC). Der Behördenleiter (englisch Director of the Census) wird vom Präsidenten der Vereinigten Staaten vorgeschlagen und vom Senat bestätigt.
Hauptaufgabe der Behörde ist die Durchführung der in der Regel alle zehn Jahre stattfindenden Volkszählung (United States Census – Population & Housing Census) und des jährlich durchgeführten American Community Survey. Die Bevölkerung der Vereinigten Staaten ist mindestens einmal alle zehn Jahre statistisch zu erfassen. Nach der ermittelten Einwohnerzahl richtet sich zum Beispiel die Verteilung der Abgeordneten im Repräsentantenhaus der Vereinigten Staaten. Ebenfalls erstellt werden Statistiken über Geografie, die Bevölkerung (u. a. Alter, Einkommen) und Wirtschaft. Es hat zwölf Regionalämter (regional offices), die temporär für die zehnjährigen Zählungen aufgestockt werden. Der alleinige Zweck der Zählungen und der Statistik ist es, allgemeine statistische Informationen zu erhalten. Antworten werden zwar einzeln (je Einwohner, Unternehmen) erfasst und erstellt, veröffentlicht werden aber nur konsolidierte, allgemeine Statistiken. Hierbei soll der Datenschutz oberste Priorität haben. Es dürfen per Gesetz keine Daten veröffentlicht werden, die Rückschlüsse auf einzelne Personen, Haushalte oder Unternehmen zulassen.

Aufgliederung der USA in Regionen und Divisionen nach der Statistikbehörde

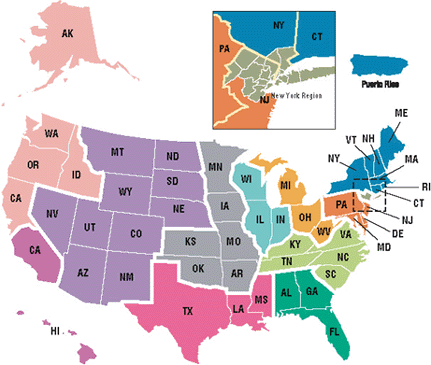
Aufgliederung der Regionen und Regionalbüros der Behörde

Das United States Census Bureau ist in vier Regionen (US Census Bureau Regions) und diese wiederum in insgesamt neun Unterbereiche (Divisionen) aufgeteilt:
- Northeast Region (Nordosten)

- New England Division (Neuengland)
- Middle Atlantic Division (Mittelatlantikstaaten)

- Midwest Region (Mittlerer Westen)

- East North Central Division
- West North Central Division

- Southern Region (Südstaaten)

- West South Central Division
- East South Central Division
- South Atlantic Division (Südatlantikstaaten)

- Western Region (Westen)

- Pacific Division (Westküste)
- Mountain Division (Mountain States)

Die letzte Volkszählung, der United States Census 2020, fand im Jahr 2020 statt, die nächste ist für das Jahr 2030 vorgesehen.

## Nachweise
- History, census.gov

1. ↑  Geschichte der Behörde (englisch)
2. ↑  Title 13 Chapter I Subchapter II Sec. 21 United States Code (englisch)

Koordinaten: 38° 50′ 47,6″ N, 76° 55′ 37,4″ W